# Morris (Name)
Morris ist ein englischer Vor- und Familienname.

## Herkunft und Bedeutung
Der Name kann aus folgenden Quellen stammen:
- Patronym, abgeleitet vom gleichlautenden englischen Vornamen (Namensträger siehe unten), dieser über altfranzösisch Maurice von lateinisch Mauritius, oder von walisisch Meurig (ebenfalls von Mauritius), sowie Anglisierung der deutschen Entsprechung Moritz
- Kurzform des irischen Familiennamens Morrissey
- Anglisierung des jüdischen Namens Moses

## Namensträger

### A
- Abigail Morris (* 1999), britische Musikerin und Sängerin
- Adrian Morris (1907–1941), US-amerikanischer Schauspieler
- Aggrey Morris (* 1984), tansanischer Fußballspieler
- Aidan Morris (* 2001), US-amerikanischer Fußballspieler
- Aldon D. Morris (* 1949), US-amerikanischer Soziologe
- Alexander Morris (1826–1889), kanadischer Politiker
- Alexis Morris (* 1999), US-amerikanische Basketballspielerin
- Alfred Morris, Baron Morris of Manchester (1928–2012), britischer Politiker (Labour Party), siehe Alf Morris, Baron Morris of Manchester
- Alfred Morris (Footballspieler) (* 1988), US-amerikanischer American-Football-Spieler
- Alfred Edwin Morris (1894–1971), anglikanischer Bischof, Primas der Church in Wales, siehe Edwin Morris
- Alfred Hennen Morris (1864–1959), US-amerikanischer Geschäftsmann, Politiker und Pferdebesitzer
- Alice Vanderbilt Morris (1874–1950), Mitglied der Vanderbilt-Familie
- Alwyn Morris (* 1957), kanadischer Kanute
- Andre Morris (* 1972), US-amerikanischer Sprinter
- Andrea Morris (* 1983), US-amerikanische Schauspielerin
- Andrew Morris (Turner) (* 1961), britischer Turner
- Andy Morris (Boxer) (* 1983), britischer boxer
- Angela Morris (* ≈1987), kanadische Jazzmusikerin
- Anita Morris (1943–1994), US-amerikanische Schauspielerin
- Ann Axtell Morris (1900–1945), US-amerikanische Archäologin
- Anna Morris (* 1995), britische Radsportlerin
- Arthur Morris (Fußballspieler) (1882–1945), englischer Fußballspieler
- Arthur Morris (Cricketspieler) (Arthur Robert Morris; 1922–2015), australischer Cricketspieler
- Arthur Morris (Pokerspieler) (* 1985/86), US-amerikanischer Pokerspieler
- Aubrey Morris († 2015), britischer Schauspieler
- Audrey Morris (1928–2018), US-amerikanische Jazzmusikerin

### B
- Basil Morris (1888–1975), australischer Generalmajor
- Ben Morris, Filmtechniker für visuelle Effekte
- Benny Morris (* 1948), israelischer Historiker
- Bill Morris (Fußballspieler) (1913–1994), englischer Fußballspieler
- Bill Morris, Baron Morris of Handsworth (* 1938), britischer Politiker (Labour Party)
- Bill Morris (Sportschütze) (* 1939), US-amerikanischer Sportschütze
- Bill Morris, amerikanischer Publizist, ALAN-Preisträger und Namensgeber des William C. Morris YA Debut Award, siehe William Morris (Publizist)
- Billy Morris (1918–2002), walisischer Fußballspieler
- Bob Morris (1932–2011), US-amerikanischer Kryptologe, siehe Robert H. Morris (Kryptologe)
- Bob Morris (Fußballtrainer), papua-neuguineischer Fußballtrainer
- Bobby Morris (1927–2021), US-amerikanischer Musiker
- Brian Morris, Baron Morris of Castle Morris (1930–2001), britischer Akademiker und Dichter
- Brian Morris (* 1939), britischer Filmarchitekt
- Buckner Stith Morris (1800–1879), US-amerikanischer Politiker
- Burton Morris (* 1964), US-amerikanischer Maler
- Butch Morris (1947–2013), US-amerikanischer Musiker und Komponist
- Byron Morris (* 1941), US-amerikanischer Jazzmusiker

### C
- Cadwalader Morris (1741–1795), US-amerikanischer Politiker
- Calvary Morris (1798–1871), US-amerikanischer Politiker
- Carl Morris (1911–1993), US-amerikanischer Maler
- Carol Morris (* 1936), US-amerikanisches Model und Schauspielerin
- Cedric Morris (1889–1982), britischer Künstler und Kunstlehrer
- Charles Morris (Fußballspieler) (1880–1952), walisischer Fußballspieler
- Charles Morris (Boxer), britischer Boxer
- Charles Morris (Leichtathlet) (1915–1985), britischer Geher
- Charles Morris (Politiker) (1926–2012), britischer Politiker
- Charles Morris (Schachspieler) (* 1958), walisischer Schachspieler
- Charles Morris (Musiker), Musiker
- Charles Morris, Baron Morris of Grasmere (1898–1990), britischer Philosoph, Hochschullehrer und Politiker
- Charles W. Morris (1901–1979), US-amerikanischer Semiotiker
- Charlie Morris (1926–2015), australischer Hammerwerfer
- Chester Morris (1901–1970), US-amerikanischer Schauspieler
- Chloe Morris (* 1985), spanische Dressurreiterin
- Chris Morris (Schriftsteller) (* 1946), US-amerikanischer Schriftsteller und Musiker
- Chris Morris (Satiriker) (* 1962), englischer Satiriker, Drehbuchautor, Regisseur, Schauspieler und Moderator
- Chris Morris (Fußballspieler) (* 1963), irischer Fußballspieler
- Chris Morris (Basketballspieler) (* 1966), US-amerikanischer Basketballspieler
- Chris Morris (Footballspieler) (* 1983), US-amerikanischer American-Football-Spieler
- Chris Morris (Cricketspieler) (* 1987), südafrikanischer Cricketspieler
- Claude Morris (* 1926), Pseudonym von Walther Ilmer, deutscher Dolmetscher und Schriftsteller
- Clayton Morris (* 1962), Fußballspieler für Trinidad und Tobago

### D
- Dai Morris (* 1941), walisischer Rugby-Union-Spieler
- Daniel Morris (1812–1889), US-amerikanischer Politiker
- Darius Morris (1991–2024), US-amerikanischer Basketballer
- Darren Morris (* 1974), walisischer Rugby-Union-Spieler
- Darrick Kobie Morris (* 1995), kroatischer Fußballspieler
- David Morris (Fußballspieler, 1888) (1888–??), englischer Fußballspieler
- David Morris (Fußballspieler, 1899) (1899–1971), schottischer Fußballspieler
- David Morris (Schauspieler) (1924–2007), britischer Filmschauspieler und Maler
- David Morris (Politiker) (1930–2007), britischer Politiker (Labour-Partei)
- David Morris (Pornodarsteller) (1952–1999), US-amerikanischer Pornodarsteller
- David Morris (Regisseur), Regisseur und Drehbuchautor
- David Morris (Fußballspieler, 1957) (* 1957), walisischer Fußballspieler
- David Morris (Leichtathlet) (* 1970),  US-amerikanischer Leichtathlet
- David Morris (Fußballspieler, 1971) (* 1971), englischer Fußballspieler
- David Morris (Freestyle-Skier) (* 1984),  australischer Freestyle-Skier
- David Morris (Snookerspieler) (* 1988), irischer Snookerspieler
- Derek Morris (* 1978), kanadischer Eishockeyspieler
- Desmond Morris (* 1928), britischer Zoologe, Verhaltensforscher, Publizist und Künstler
- Devon Morris (* 1961), jamaikanischer Leichtathlet
- Dewi Morris (* 1964), walisischer Rugby-Union-Spieler
- Dick Morris (* 1948), US-amerikanischer Politikberater
- Dickie Morris (1879–??), walisischer Fußballspieler
- Dickson Morris, tansanischer Fußballspieler
- Dontae Morris (* 1985), US-amerikanischer Mehrfachmörder
- Dorothy Morris (1922–2011), US-amerikanische Schauspielerin
- Doug Morris (* 1938), US-amerikanischer Musikmanager
- Dov Grumet-Morris (* 1982), US-amerikanischer Eishockeytorwart

### E
- Earl Halstead Morris (1889–1956), US-amerikanischer Archäologe
- Earle Morris (1928–2011), US-amerikanischer Politiker
- Edita Morris (1902–1988), schwedisch-amerikanische Autorin und politische Aktivistin gegen die atomare Aufrüstung
- Edward Morris (Fußballspieler), walisischer Fußballspieler
- Edward Morris (Musiker) (Mr. Ness, Scorpio), Musiker
- Edward Morris, 1. Baron Morris (1859–1935), neufundländischer Politiker
- Edward Joy Morris (1815–1881), US-amerikanischer Politiker
- Edward Lyman Morris (1870–1913), US-amerikanischer Botaniker
- Edward Parmelee Morris (1853–1938), US-amerikanischer Klassischer Philologe
- Edwin Morris (1894–1971), englischer Geistlicher, Erzbischof von Wales
- Errol Morris (* 1948), amerikanischer Dokumentarfilmer
- Estelle Morris (* 1952), britische Politikerin und Lehrerin
- Esther Hobart Morris (1812–1902), US-amerikanische Richterin und Frauenrechtlerin

### F
- Faith Morris (* 2000), belizische Leichtathletin
- Floyd Morris (* 1969), jamaikanischer Politiker (PNP)
- Frances Morris (Museumskuratorin) (1866–1955), amerikanische Museumskuratorin, Leiterin der Musikinstrumentenabteilung am Metropolitan Museum of Art
- Frances Morris (Schauspielerin) (1908–2003), US-amerikanische Schauspielerin
- Frances Morris (Museumsleiterin) (* 1959), britische Museumsdirektorin
- Francis Orpen Morris (1810–1893), britischer Geistlicher und Naturforscher
- Frank Morris (1926–1962), amerikanischer Krimineller
- Fred Morris (Fußballspieler, 1893) (Frederick Morris; 1893–1962), englischer Fußballspieler
- Fred Morris (Fußballspieler, 1929) (Frederick William Morris; 1929–1998), englischer Fußballspieler
- Fred Kherry Morris, tansanischer Fußballspieler
- Frederick Morris (Segler) (Frederick Wistar Morris, III; 1905–1971), US-amerikanischer Segler
- Frederick Morris (Richter) (Frederick Reginald Morris; * 1929), irischer Jurist und Richter

### G
- Gareth Morris (1920–2007), englischer Flötist
- Garrett Morris (* 1937), US-amerikanischer Schauspieler
- Gilbert Morris (1929–2016), US-amerikanischer Pastor, Dozent, Schriftsteller
- Glenn Morris (1912–1974), amerikanischer Leichtathlet und Schauspieler
- Gouverneur Morris (1752–1816), US-amerikanischer Politiker
- Grae Morris (* 2003), australischer Segler
- Greg Morris (1933–1996), US-amerikanischer Schauspieler
- Grenville Morris (1877–1959), walisischer Fußballspieler

### H
- Hamilton Morris (* 1987), US-amerikanischer Journalist, Dokumentarfilmer und Forscher
- Haviland Morris (* 1959), US-amerikanische Schauspielerin
- Haydn Morris (1891–1965), walisischer Chorleiter, Organist und Komponist
- Heather Morris (Autorin) (* 1953), neuseeländische Autorin
- Heather Morris (* 1987), US-amerikanische Sängerin, Tänzerin und Schauspielerin
- Henry Morris (Mediziner) (1844–1926), britischer Chirurg und Anatom
- Henry Morris (Fußballspieler) (1919–1993), schottischer Fußballspieler
- Henry M. Morris (1918–2006), US-amerikanischer Kreationist und Wasserbauingenieur
- Herbert Morris (1915–2009), US-amerikanischer Ruderer
- Hilda Grossman Morris (1911–1991), US-amerikanische Bildhauerin
- Hollman Morris (* 1968), kolumbianischer Fernsehjournalist, Dokumentarfilmer und Menschenrechtler
- Howard Morris (1919–2005), US-amerikanischer Komiker
- Howard R. Morris, britischer Biochemiker
- Hugh Morris (Fußballspieler, 1872) (1872–1897), walisischer Fußballspieler
- Hugh Morris (Fußballspieler, 1894) (1894–1962), schottischer Fußballspieler
- Hugh M. Morris (1878–1966), US-amerikanischer Jurist, Bundesrichter
- Hunter Morris (* 1988), US-amerikanischer Baseballspieler

### I
- Ian Morris (Musiker) (1957–2010), neuseeländischer Rockmusiker
- Ian Morris (Historiker) (* 1960), britischer Althistoriker
- Ian Morris (Leichtathlet) (* 1961), Leichtathlet aus Trinidad und Tobago
- Iona Morris (* 1957), US-amerikanische Synchronsprecherin und Schauspielerin
- Isaac N. Morris (1812–1879), US-amerikanischer Politiker

### J
- J. Madison Wright Morris (1984–2006), US-amerikanische Schauspielerin, siehe J. Madison Wright
- Jack Morris (Fußballspieler, 1873) (1873–1914), englischer Fußballspieler
- Jack Morris (Fußballspieler, 1876) (1876–1947), englischer Fußballspieler
- Jack Morris (Footballspieler) (* 1931), US-amerikanischer Footballspieler
- Jack Morris (Baseballspieler) (* 1955), US-amerikanischer Baseballspieler
- Jairo Morris (* 1977), Fußballspieler der Britischen Jungferninseln
- Jake Morris (* 1999), US-amerikanischer Fußballspieler
- James Morris (Jurist) (1893–1980), US-amerikanischer Jurist
- James Morris (Sänger) (* 1947), US-amerikanischer Sänger (Bassbariton)
- James Morris (Theologe) (* 1949), US-amerikanischer islamischer Theologe
- James Morris (* 1952), US-amerikanischer Wrestler und Radiomoderator, siehe Hillbilly Jim
- James Morris (Tischtennisspieler), neuseeländischer Tischtennisspieler
- James Morris (Schachspieler) (* 1994), australischer Schachspieler
- James Corbitt Morris (1907–1998), US-amerikanischer Songwriter und Musiker
- James C. Morris (* 1983), US-amerikanischer Schauspieler
- James H. Morris (* 1941), US-amerikanischer Informatiker
- James R. Morris (1819–1899), US-amerikanischer Politiker (Ohio)
- Jan Morris (1926–2020), walisische Autorin
- Jane Morris (1839–1914), englisches Modell und Muse
- Janet Morris (* 1946), US-amerikanische Science-Fiction-Autorin
- Jason Morris (* 1967), US-amerikanischer Judoka

- Jeff Morris (Sänger) (1927–2015), US-amerikanischer Opernsänger (Tenor) und Hochschullehrer
- Jeff Morris (Schauspieler) (1934–2004), US-amerikanischer Schauspieler
- Jeff Morris (Radsportler), (* 1954), britischer Radrennfahrer
- Jeff Morris (Politiker) (* 1964), US-amerikanischer Politiker
- Jenny Morris (* 1972), australische Hockeyspielerin
- Jeremiah Morris (1929–2006), US-amerikanischer Schauspieler und Regisseur
- Jerry Morris (Jeremy Noah Morris; 1910–2009), britischer Epidemiologe
- Jessica Morris (* 1978), US-amerikanische Schauspielerin und Drehbuchautorin
- Jim Morris (Mixed-Martial-Arts-Kämpfer), Mixed-Martial-Arts-Kämpfer
- Jim Morris (Eishockeyspieler), kanadischer Eishockeyspieler
- Jim Morris (Musikproduzent), Musikproduzent
- Jim Morris (Filmproduzent) (* 1955), US-amerikanischer Filmproduzent
- Jim Morris (Baseballspieler) (* 1964), US-amerikanischer Baseballspieler
- Joan Morris (Theologin) (1901–1988), britische katholische Theologin und Journalistin
- Joan Morris (Sängerin) (* 1943), US-amerikanische Opernsängerin (Mezzosopran)
- Jody Morris (* 1978), englischer Fußballspieler
- Joe Morris (Gewerkschafter) (1913–1996), kanadischer Gewerkschafter
- Joe Morris (Trompeter) (1922–1958), US-amerikanischer Jazzmusiker
- Joe Morris (Gitarrist) (* 1955), US-amerikanischer Improvisationsmusiker
- Joe Morris (Schlagzeuger) (* 1960), US-amerikanischer Schlagzeuger
- Joe Morris (Footballspieler) (* 1960), US-amerikanischer American-Football-Spieler
- Joe Morris (Segler) (* 1989), US-amerikanischer Segler
- John Morris (Geologe) (1810–1886), englischer Geologe
- John Morris (Fußballspieler, 1887) (1887–??), englischer Fußballspieler
- John Morris, Baron Morris of Borth-y-Gest (1896–1979), britischer Jurist
- John Morris, ein Pseudonym von Theo Mackeben (1897–1953), deutscher Pianist, Dirigent und Komponist
- John Morris (Fußballspieler, 1899) (1899–1939), englischer Fußballspieler
- John Morris (Historiker) (1913–1977), englischer Historiker
- John Morris (Komponist) (1926–2018), US-amerikanischer Filmkomponist
- John Morris (Drehbuchautor), US-amerikanischer Drehbuchautor und Filmproduzent
- John Morris, Baron Morris of Aberavon (1931–2023), britischer Politiker
- John Morris (Baseballspieler) (* 1961), US-amerikanischer Baseballspieler
- John Morris (Curler) (* 1978), kanadischer Curler
- John Morris (Synchronsprecher) (* 1984), US-amerikanischer Schauspieler und Synchronsprecher
- John D. Morris (* 1946), US-amerikanischer Kreationist
- John G. Morris (1916–2017), US-amerikanischer Bildredakteur
- John W. Morris (1921–2013), US-amerikanischer Generalleutnant
- Johnny Morris (Moderator) (Ernest John Morris; 1916–1999), britischer Moderator und Autor
- Johnny Morris (Fußballspieler) (1923–2011), englischer Fußballspieler
- Johnny Morris (Musiker) (* 1935), US-amerikanischer Jazzmusiker
- Jon Morris (* 1966), US-amerikanischer Eishockeyspieler
- Jonathan Morris (Filmeditor) (* 1949), britischer Filmeditor
- Jonathan Morris (Autor) (* 1973), britischer Autor
- Jonathan D. Morris (1804–1875), US-amerikanischer Politiker
- Jordan Morris (* 1994), US-amerikanischer Fußballspieler
- Joseph Morris (Politiker) (1795–1854), US-amerikanischer Politiker
- Joseph Morris, ein Deckname von Monk Eastman (um 1873–1920), US-amerikanischer Krimineller
- Joseph Morris (Fußballspieler) (* 1962), Fußballspieler für Montserrat
- Joseph Morris (Leichtathlet) (* 1989), US-amerikanischer Sportler
- Joseph W. Morris (1879–1937), US-amerikanischer Politiker
- Joseph Wilson Morris (* 1922), US-amerikanischer Jurist
- Josh Morris (* 1991), englischer Fußballspieler
- Judy Morris (* 1947), australische Schauspielerin, Regisseurin und Drehbuchautorin
- Julian Morris, Pseudonym von Morris West (1916–1999), australischer Schriftsteller
- Julian Morris (* 1983), britischer Schauspieler
- Julius Morris (* 1994), montserratischer Sprinter

### K
- Kathleen Morris (1893–1986), kanadische Malerin
- Kathryn Morris (* 1969), US-amerikanische Schauspielerin
- Kapitän Morris (1969–1989), tamilischer Kämpfer
- Keith Elliott Hedley Morris (* 1934), britischer Diplomat
- Ken Morris (* 1942), US-amerikanischer Bobfahrer
- Kenneth Morris (1879–1937), walisischer Autor und Theosoph
- Kenny Morris (* 1957), britischer Künstler und Musiker
- Kirk Morris (* 1942), italienischer Bodybuilder und Schauspieler
- Kyle Morris (* 1984), US-amerikanischer Schauspieler und Synchronsprecher

### L
- Lamorne Morris (* 1983), US-amerikanischer Schauspieler
- Larry Morris (1933–2012), US-amerikanischer American-Football-Spieler
- Leland B. Morris (1886–1950), US-amerikanischer Diplomat
- Leslie Dalton-Morris (1906–1976), britischer Offizier der Luftstreitkräfte des Vereinigten Königreichs
- Lewis Morris (Politiker, 1671) (1671–1746), britisch-amerikanischer Politiker, Gouverneur von New Jersey
- Lewis Morris (Politiker, 1698) (1698–1762), britisch-amerikanischer Politiker
- Lewis Morris (Dichter) (1700/1701–1765), britischer Dichter und Lexikograf
- Lewis Morris (1726–1798), britisch-amerikanischer Landbesitzer und Gründervater der USA
- Lewis Morris (Politiker, 1753) (1753–1824), US-amerikanischer Politiker (South Carolina)
- Lewis R. Morris (1760–1825), US-amerikanischer Politiker (Vermont)
- Luzon B. Morris (1827–1895), US-amerikanischer Anwalt und Politiker

### M
- Marcus Morris (* 1989), US-amerikanischer Basketballspieler
- Maren Morris (* 1990), US-amerikanische Countrysängerin
- Margaret Morris (1891–1980), britische Schauspielerin und Tanzpädagogin
- Margaretta Morris (1797–1867), US-amerikanische Entomologin
- Mark Morris (Tänzer) (* 1956), US-amerikanischer Tänzer und Choreograf
- Mark Morris (Eishockeyspieler) (* 1958), US-amerikanischer Eishockeyspieler und -trainer
- Mark Morris (Kameramann), Kameramann und Filmproduzent
- Mark Morris (Fußballspieler, 1962) (* 1962), englischer Fußballspieler
- Mark Morris (Schriftsteller) (* 1963), US-amerikanischer Schriftsteller
- Mark Morris (Fußballspieler, 1968) (* 1968), englischer Fußballspieler
- Markieff Morris (* 1989), US-amerikanischer Basketballspieler
- Marlowe Morris (1915–1978), US-amerikanischer Jazz-Pianist
- Martyn Morris (* 1962), walisischer Rugby-Union-Spieler
- Mary Morris, Geburtsname von Mary Knowles (1732/1733–1807), britische Dichterin und Abolitionistin
- Mary Morris (Medizinerin) (1873–1925), walisisch-britische Ärztin und Suffragette
- Mary Morris (Schauspielerin, 1895) (1895–1970), US-amerikanische Schauspielerin
- Mary Morris (Schauspielerin, 1915) (1915–1988), britische Schauspielerin
- Mary Morris (Krankenpflegerin) (1921–1997), irische Krankenpflegerin und Tagebuchautorin
- Mary Morris (Schriftstellerin, 1947) (* 1947), US-amerikanische Schriftstellerin
- Mary McGarry Morris (* 1943), US-amerikanische Schriftstellerin
- Mathias Morris (1787–1839), US-amerikanischer Politiker
- Matthew Robinson-Morris, 2. Baron Rokeby (1713–1800), englischer Adeliger und Exzentriker
- Maurice Morris (* 1979), US-amerikanischer American-Football-Spieler
- Max Morris (1859–1918), deutscher Literaturhistoriker und Goetheforscher
- May Morris (1862–1938), britische Designerin und Unternehmerin
- McClure Morris (1912–1993), US-amerikanischer Jazzmusiker
- Meg Morris (* 1992), US-amerikanische Fußballspielerin
- Michael Morris, 1. Baron Killanin (1826–1901), irischer Jurist
- Michael Morris, 3. Baron Killanin (1914–1999), anglo-irischer Journalist und Sportfunktionär
- Michael Morris, Baron Naseby (* 1936), britischer Politiker
- Michael Morris, 3. Baron Morris (1937–2011), britischer Politiker
- Michael Morris (Schauspieler), Schauspieler
- Mike Morris (* 1983), US-amerikanischer Eishockeyspieler
- Mortimer Morris-Goodall (1907–2001), britischer Autorennfahrer
- Monté Morris (* 1995), US-amerikanischer Basketballspieler

### N
- Nasief Morris (* 1981), südafrikanischer Fußballspieler
- Nathan Morris (* 1971), US-amerikanischer Sänger
- Nicholas Morris (* 1967), deutscher bildender Künstler
- Nicky Morris (* 1962), britische Langstreckenläuferin
- Nigel Morris (* 1948), britischer Musiker
- Nyombi Morris (* 1998), ugandischer Klimaschützer

### O
- Old Tom Morris (1821–1908), schottischer Golfspieler, Schlägerbauer und Golfarchitekt
- Olive Morris (1952–1979), jamaikanisch-britische Aktivistin
- Olivia Morris (* 1997), britische Schauspielerin
- Oswald Morris (1915–2014), britischer Kameramann
- Oswald Morris (Fußballspieler), tansanischer Fußballspieler

### P
- Pat Morris (* 1949), kanadischer Skispringer
- Patricia Morris, Baroness Morris of Bolton (* 1953), britische Politikerin
- Paul Morris, US-amerikanischer Filmregisseur und Filmproduzent
- Peter John Morris (1934–2022), australischer Chirurg
- Peter Temple-Morris, Baron Temple-Morris (1938–2018), britischer Politiker
- Phil Morris (* 1959), US-amerikanischer Schauspieler
- Philip Morris (Tabakhändler) (1835–1873), britischer Tabakhändler
- Philip Morris (Schachspieler) (* 1967), englischer Schachspieler
- Phyllis Morris (1893–1982), britische Schauspielerin

### R
- R. Winston Morris (Ralph Winston Morris; * 1941), US-amerikanischer Tubist, Komponist und Hochschullehrer
- Rae Morris (* 1992, eigentlich Rachel Anne Morris), britische Singer-Songwriterin
- Raheem Morris (* 1976), US-amerikanischer American-Football-Trainer
- Red Morris, 4. Baron Killanin (* 1947), irischer Adliger und Filmproduzent
- Reginald H. Morris (1918–2004), britischer Kameramann
- Reginald Owen Morris (1886–1948), englischer Komponist und Musikpädagoge, siehe R. O. Morris
- Ricardio Morris (* 1994), barbadischer Fußballspieler
- Ricardo Morris (* 1992), jamaikanischer Fußballspieler
- Richard Morris (Fußballspieler) (1883–??), walisischer Fußballspieler
- Richard Morris (Leichtathlet) (1921–1995), britischer Leichtathlet
- Richard Morris (Liedtexter) (* 1931), britisch-kanadischer Liedtexter
- Richard Morris (Badminton), britischer Badmintonspieler
- Richard Allen Morris (* 1933), US-amerikanischer Maler
- Richard B. Morris (1904–1989), US-amerikanischer Historiker
- Richard G. Morris (* 1948), britischer Neurowissenschaftler
- Richard H. Morris (1924–1996), US-amerikanischer Drehbuchautor, Regisseur und Schauspieler
- Richard Ward Morris (1939–2003), US-amerikanischer Schriftsteller und Verleger
- Ricky Morris (* 1981), grenadischer Fußballspieler
- Robert Morris (Architekt) (1703–1754), britischer Architekturschriftsteller und Architekt
- Robert Morris (Unternehmer) (1734–1806), amerikanischer Unternehmer und ein Gründervater der USA
- Robert Morris (Fußballspieler), walisischer Fußballspieler
- Robert Morris, Pseudonym von Roberto Mauri (1924–2007), italienischer Filmregisseur und Drehbuchautor
- Robert Morris (Künstler) (1931–2018), amerikanischer bildender Künstler
- Robert Morris (Mathematiker), britischer Mathematiker
- Robert H. Morris (Politiker) (1808–1855), US-amerikanischer Politiker (New York)
- Robert H. Morris (Kryptologe) (1932–2011), US-amerikanischer Kryptologe
- Robert P. Morris (1853–1924), amerikanischer Politiker
- Robert Morris (Pastor) (* 1961), US-amerikanischer Gründer und Pastor der Gateway Church, einer Megachurch in Dallas
- Robert Tappan Morris (* 1965), amerikanischer Informatiker
- Robinson Morris (* 1983), grenadischer Fußballspieler
- Rodney Morris (* 1970), US-amerikanischer Poolbillardspieler
- Roger Morris (Architekt) (1695–1749), englischer Architekt
- Roger Morris (Autor) (* 1960), britischer Autor
- Roger Morris (Bischof) (* 1968), britischer Bischof von Colchester
- Roger Morris (Offizier) (1727–1794), englischer Offizier in Nordamerika
- Ron Morris (1935–2024), US-amerikanischer Stabhochspringer
- Ron Morris (Radiosprecher) († 2012), US-amerikanischer Radiosprecher

### S
- Sam Morris (1908–1976), Pädagoge und Menschenrechtsaktivist aus Grenada
- Sammy Morris (Samuel Morris; * 1977), US-amerikanischer American-Football-Spieler
- Samuel Morris (Beachvolleyballspieler) (* 1997), nigerianischer Beachvolleyballspieler
- Samuel Kaboo Morris (1873–1893), liberianischer Methodist und Missionar
- Samuel Wells Morris (1786–1847), US-amerikanischer Politiker
- Sandi Morris (* 1992), US-amerikanische Stabhochspringerin
- Sarah Morris (* 1967), US-amerikanische Malerin und Filmemacherin
- Sarah Jane Morris (* 1977), US-amerikanische Schauspielerin
- Seb Morris (* 1995), britischer Automobilrennfahrer
- Seymour Morris (1908–1991), walisischer Fußballspieler
- Shayden Morris (* 2001), englischer Fußballspieler
- Sherwin Morris, guyanischer Fußballspieler
- Simon Conway Morris (* 1951), britischer Paläontologe
- Simon Morris (Footballspieler) (* 1969/70), kanadisch-britischer Footballspieler
- Solomon Morris (* 1990), sierra-leonischer Fußballtorhüter
- St. Clair Morris (* 1967), Fußballspieler für St. Kitts & Nevis
- Staats Long Morris (1728–1800), britischer Kolonist und General
- Stacey Morris, US-amerikanische Friseurin
- Stephen Morris (* 1957), englischer Schlagzeuger
- Stewart Morris (1909–1991), britischer Segler
- Sylvanus Morris, liberianischer Fußballspieler

### T
- Thomas Morris (Politiker, 1771) (1771–1849), US-amerikanischer Politiker (New York)
- Thomas Morris (Politiker, 1776) (1776–1844), US-amerikanischer Politiker (Ohio)
- Thomas Morris (Politiker, 1861) (1861–1928), US-amerikanischer Politiker, Vizegouverneur von Wisconsin
- Thomas Morris (Musiker) (1897–1945), US-amerikanischer Jazzmusiker
- Thomas Morris (Erzbischof) (1914–1997), irischer Geistlicher, Erzbischof von Cashel und Emly
- Thomas Morris (Schauspieler) (* 1966), österreichischer Schauspieler
- Thomas Morris (Autor) (* 1985), walisischer Schriftsteller
- Thomas G. Morris (1919–2016), US-amerikanischer Politiker
- Toby Morris (1899–1973), US-amerikanischer Politiker

- Tom Morris (1821–1908), schottischer Golfspieler und Golfarchitekt, siehe Old Tom Morris
- Tom Morris (Radsportler) (* 1944), kanadischer Radrennfahrer
- Tom Morris, Jr. (1851–1875), schottischer Golfspieler, siehe Young Tom Morris
- Tom Morris (Fußballspieler), englischer Fußballspieler
- Tom Morris (Musikproduzent), US-amerikanischer Musikproduzent, Mitgründer von Morrisound Recording
- Tom Morris (Regisseur) (* 1964), britischer Theaterregisseur, Produzent und Autor
- Trevor Morris (* 1970), kanadischer Filmkomponist
- Ty Morris (* 1984), kanadischer Eishockeyspieler

### U
- Una Morris (* 1947), jamaikanische Sprinterin

### V
- Valentine Morris (1727–1789), britischer Kolonialbeamter
- Violette Morris (1893–1944), französische Profisportlerin und Kollaborateurin

### W
- Wanyá Morris (* 1973), US-amerikanischer Sänger
- Wayne Morris (1914–1959), US-amerikanischer Schauspieler
- Wilber Morris (1937–2002), US-amerikanischer Jazzmusiker
- William Morris (1834–1896), englischer Schriftsteller und Künstler
- William Morris, 1. Viscount Nuffield (1877–1963), britischer Firmengründer und Philanthrop
- William Morris (Fußballspieler) (1888–1949), englischer Fußballspieler
- William Morris (Publizist), amerikanischer Publizist, ALAN-Preisträger und Namensgeber des William C. Morris YA Debut Award
- William B. Morris, britischer Sportschütze
- William Martin Morris (* 1943), australischer Geistlicher, Bischof von Toowoomba
- William S. Morris (1919–1975), US-amerikanischer Politiker
- Willie Morris (1934–1999), US-amerikanischer Schriftsteller
- Wolfe Morris (1925–1996), britischer Schauspieler
- Wright Morris (1910–1998), US-amerikanischer Schriftsteller
- Wyn Morris (1929–2010), walisischer Dirigent und Chorleiter

### Y
- Young Tom Morris (1851–1875), schottischer Golfspieler

### Vorname
- Morris B. Abram (1918–2000), US-amerikanischer Jurist und Anwalt für Bürger- und Menschenrechte
- Morris A. Adelman (1917–2014), US-amerikanischer Wirtschaftswissenschaftler
- Morris Albert (* 1951), brasilianischer Sänger und Songschreiber
- Morris Almond (* 1985), US-amerikanischer Basketballspieler
- Morris Ankrum (1896–1964), US-amerikanischer Schauspieler und Hochschullehrer
- Morris Bates (1864–1905), englischer Fußballspieler
- Morris Fuller Benton (1872–1948), US-amerikanischer Ingenieur und Typograf
- Morris Bercov (1904–1966), US-amerikanischer Jazzmusiker (Holzblasinstrumente)
- Morris Berman (* 1944), US-amerikanischer Essayist und Kulturkritiker
- Morris Carnovsky (1897–1992), US-amerikanischer Theater- und Filmschauspieler
- Morris Carroll, US-amerikanischer Autorennfahrer
- Morris Chang (* 1931), chinesisch-US-amerikanischer Ingenieur und Manager in der Halbleiterindustrie
- Morris Chen (* 1976), taiwanischer Autorennfahrer
- Morris Chestnut (* 1969), US-amerikanischer Schauspieler
- Morris Childs (1902–1991), US-amerikanischer Doppelagent
- Morris Claiborne (* 1990), US-amerikanischer American-Football-Spieler
- Morris Cohen (Metallurg) (1911–2005), US-amerikanischer Physiker und Metallurg
- Morris Curotta (1929–2002), australischer Sprinter
- Morris Barney Dalitz (1899–1989), US-amerikanischer Mobster (Kosher Nostra)
- Morris Fidanque de Castro (1902–1966), US-amerikanischer Politiker
- Morris Dickstein (1940–2021), US-amerikanischer Literatur- und Kulturwissenschaftler, Literatur- und Filmkritiker und Essayist
- Morris East (* 1973), philippinischer Boxer
- Morris Michael Edelstein (1888–1941), US-amerikanischer Jurist und Politiker
- Morris Ellis (1929–2017), US-amerikanischer Posaunist und Bandleader
- Morris Engel (1918–2005), US-amerikanischer Photograph, Kameramann, Drehbuchautor und Regisseur
- Morris Fisher (1890–1968), US-amerikanischer Sportschütze
- Morris Ginsberg (1889–1970), britischer Soziologe litauischer Herkunft
- Morris Gleitzman (* 1953), britischer Kinder- und Jugendbuchautor
- Morris Goldberg (* 1936), südafrikanischer Jazzmusiker (Saxophon, Flöte, Penny Whistle)
- Morris Goldenberg (1911–1969), US-amerikanischer Schlagwerker und Hochschullehrer
- Morris Goodman (1925–2010), US-amerikanischer Immunologe
- Morris Graves (1910–2001), US-amerikanischer Maler und Zeichner
- Morris Halle (1923–2018), lettisch-US-amerikanischer Sprachwissenschaftler
- Morris Hillquit (1869–1933), russisch-US-amerikanischer Jurist und Politiker
- Morris Hirsch (* 1933), US-amerikanischer Mathematiker
- Morris Hirshfield (1872–1946), US-amerikanischer Fabrikant und naiver Maler
- Morris Hood III (1965–2020), US-amerikanischer Politiker
- Morris Janowitz (1919–1988), US-amerikanischer Soziologe und Politikwissenschaftler, sowie Begründer der Militärsoziologie
- Morris Ketchum Jesup (1830–1908), US-amerikanischer Bankier
- Morris Kahn (* 1930), israelischer Unternehmer
- Morris J. Karpas (1879–1918), russisch-US-amerikanischer Psychiater und Psychoanalytiker
- Morris S. Kharasch (1895–1957), US-amerikanischer Chemiker
- Morris Kirksey (1895–1981), US-amerikanischer Leichtathlet
- Morris Kline (1908–1992), US-amerikanischer Mathematiker
- Morris Lane (≈1920–1967), US-amerikanischer Jazzmusiker
- Morris Lapidus (1902–2001), US-amerikanischer Architekt russischer Herkunft
- Morris E. Leeds (1869–1952), US-amerikanischer Elektrotechniker
- Morris Levy (1927–1990), US-amerikanischen Musik- und Unterhaltungsbranche
- Morris Louis (1912–1962), US-amerikanischer Maler
- Morris Lukowich (* 1956), kanadischer Eishockeyspieler
- Morris Markin (1893–1970), US-amerikanischer Geschäftsmann russischer Herkunft
- Morris Odell Mason (1954–1985), US-amerikanischer Mörder
- Morris Michtom (1870–1938), US-amerikanischer Geschäftsmann russischer Herkunft
- Morris S. Miller (1779–1824), US-amerikanischer Jurist und Politiker
- Morris Myer (1876–1944), rumänisch-britischer Journalist
- Morris Nanton (1929–2009), US-amerikanischer Jazzpianist
- Morris Pejoe (1924–1982), US-amerikanischer Blues-Gitarrist und Bandleader
- Morris Pert (1947–2010), britischer Komponist und Schlagzeuger
- Morris Peterson (* 1977), US-amerikanischer Basketballspieler
- Morris Possoni (* 1984), italienischer Radrennfahrer
- Morris Pripstein (* 1935), kanadischer Physiker
- Morris Rayman (1913–1994), US-amerikanischer Jazzmusiker
- Morris Rosenfeld (1862–1923), US-amerikanischer Lyriker
- Morris Schrage (1930–2011), polnisch-US-amerikanischer Unternehmer und Musikproduzent
- Morris Schröter (* 1995), deutscher Fußballspieler
- Morris Schwartz (1916–1995), US-amerikanischer Soziologe
- Morris Sheppard (1875–1941), US-amerikanischer Politiker
- Morris Sievers (1912–1968), australischer Cricketspieler
- Morris Silverman (1912–2006), US-amerikanischer Unternehmer und Philanthrop
- Morris Simmonds (1855–1925), deutscher Pathologe
- Morris Eugene Smith (1912–2005), US-amerikanischer Tennisspieler, Soldat und Dozent
- Morris Stockhammer (1904–1972), austroamerikanischer Jurist und Philosoph
- Morris Stoloff (1898–1980), US-amerikanischer Dirigent, Filmkomponist und musikalischer Leiter des Filmstudios Columbia Pictures
- Morris Sugden (1919–1984), englischer Chemiker
- Morris Surdin (1914–1979), kanadischer Komponist und Dirigent
- Morris Swadesh (1909–1967), US-amerikanischer Sprachwissenschaftler
- Morris Talansky (1933–2025), US-amerikanischer Geschäftsmann
- Morris Tanenbaum (1928–2023), US-amerikanischer Chemiker und Manager
- Morris Tidball-Binz (* 1957), chilenischer Arzt für Rechtsmedizin und Spezialist für Menschenrechte und humanitäre Arbeit
- Morris Titanic (* 1953), kanadischer Eishockeyspieler ukrainischer Herkunft
- Morris Trachsler (* 1984), Schweizer Eishockeyspieler
- Morris William Travers (1872–1961), englischer Chemiker
- Morris S. Tremaine (1871–1941), US-amerikanischer Geschäftsmann und Politiker
- Morris Tyler, US-amerikanischer Politiker
- Morris Vandersteen (* 1954), US-amerikanischer Bodybuilder
- Morris Wessel (1917–2016), US-amerikanischer Kinderarzt und Hochschullehrer
- Morris West (1916–1999), australischer Schriftsteller
- Morris Wintschewski (1856–1932), jiddischer und hebräischer Schriftsteller, Dichter und Sozialist litauischer Herkunft

### Künstlername
- Morris (Comiczeichner) (1923–2001), belgischer Comiczeichner
- Morris, ein Künstlername von Maurizio Pozzi (Musiker) (* 1974), Schweizer Musiker

### Filmfigur
- Mick Morris, in Mick Morris jagt Agenten in die Hölle, gespielt von Gordon Scott (Schauspieler)